# اداره ریاست‌جمهوری روسیه
اداره ریاست‌جمهوری روسیه (به روسی: Администрация президента России)، دفتر اجرایی رئیس‌جمهور روسیه است که توسط حکم بوریس یلتسین در ۱۹ ژوئیه ۱۹۹۱ به عنوان نهاد حمایت از فعالیت رئیس‌جمهور ایجاد شده است که از فعالیت‌های رئیس‌جمهور بوریس یلتسین و معاون رئیس‌جمهور الکساندر راسکوی، حمایت کند؛ که در سال ۱۹۹۳ این نهاد لغو شد و تبدیل به محلی برای ریاست جمهوری (اتحاد جماهیر شوروی سوسیالیستی در حال حاضر فدراسیون روسیه)، و همچنین تشکیلات مشورتی متصل به رئیس‌جمهور، از جمله شورای امنیت شده است.